# Тод Макфарлън
Тод Макфарлън (на английски: Todd McFarlane) е канадски писател и художник, роден на 16 март 1961 г.
Макфарлън е най-популярен като създател на комиксовия супергерой Споун. Преди това е писал и рисувал за успешната поредица Спайдър-Мен, в периода 1990-1991.